# La consagración de la copla
La consagración de la copla es un cuadro del pintor simbolista español Julio Romero de Torres realizado al óleo y temple sobre lienzo entre 1911 y 1912. Se encuentra expuesto en el Museo del Realismo de Almería.
Sus dimensiones son de 228 x 285 cm. En el cuadro, Julio Romero de Torres nos muestra a una veintena de personajes en una plaza pública con la iglesia de Santa Marina de Córdoba al fondo y una procesión. Un sacerdote arrodillado consagra a la copla, una mujer joven de vistosos ropajes apoyada en una guitarra que está a punto de ascender a un pequeño altar, en el que la esperan dos damas del espectáculo. Algunos personajes son conocidos de la época como el torero Machaquito a la izquierda, la bailaora Pastora Imperio, la actriz Adela Carbone y el propio pintor que se autorretrata a la derecha de la composición.

## Historia
La consagración de la copla es un lienzo de grandes dimensiones realizado por Julio Romero de Torres para ser exhibido en la Exposición Nacional de Bellas Artes de 1912, ya que el pintor tenía la convicción de alzarse con el premio ganador. Sin embargo, el jurado no le otorgó ninguna medalla, lo que motivó la indignación de decenas de intelectuales que alzaron su voz contra el jurado y organizaron un banquete de desagravio en honor al pintor.
Uno de sus primeros dueños fue Juan Ignacio Luca de Tena, director del periódico ABC entre 1929 y 1936. El cuadro estuvo a punto de ser quemado en un incendio provocado en una revuelta durante la Segunda República en su residencia de Sevilla, donde estaba colgado. Posteriormente se desconocía su ubicación hasta su reaparición en la década de 1990 en Venezuela, donde varias personas litigaban por él. Finalmente se subastó en 2002 en Sotheby's en Londres junto a la obra Rivalidad también de Julio Romero de Torres, y ambos cuadros fueron adquiridos por el grupo empresarial PRASA por un precio de 800.000 euros cada uno.
El 15 de octubre de 2020 se subastó el cuadro Las dos sendas, también propiedad del grupo empresarial PRASA, en la casa Christie's de Nueva York y la obra fue adjudicada por 405.000 euros a un comprador desconocido. Este hecho produjo que en septiembre de 2021 la Junta de Andalucía declarara tanto La consagración de la copla como Rivalidad, ambas propiedad de PRASA, como Bien de Interés Cultural para evitar que abandonaran España.
El 28 de octubre de 2022 la obra fue adquirida por el Grupo Cosentino, quien la cedió para su exposición en el Museo del Realismo de Almería, por lo que la obra no abandonó Andalucía. Hasta la inauguración del Museo del Realismo el 15 de marzo de 2024, la obra estuvo expuesta en la Ciudad de la Cultura de Olula del Río (Almería).